# Мегапенф (сын Менелая)
Мегапе́нф или Мегапе́нт (др.-греч. Μεγαπένθης) — персонаж древнегреческой мифологии и литературы, сын спартанского царя Менелая от рабыни. Упоминается в «Одиссее»: сын Одиссея Телемах в этой поэме приезжает в Спарту в день свадьбы Мегапенфа и дочери местного аристократа Алектора. Возможно, Гомер выдумал этого персонажа, чтобы связать пребывание Телемаха в Спарте с красивым празднеством. Все остальные упоминания Мегапенфа в античных текстах восходят к данному эпизоду «Одиссеи». Псевдо-Аполлодор сообщает, что матерью Мегапенфа была этолийка Пиерида, но уточняет, что Акусилай называет её Тереидой; по данным Склериада, Мегапенфа родила вдова Гектора Андромаха.
После смерти Менелая, по одной из версий мифа, Мегапенф и его брат Никострат на время получили власть над Спартой и изгнали свою мачеху Елену. Родосцы полагали, что Елена пыталась найти убежище на их острове, но была там убита. Позже царём Спарты стал зять Менелая и Елены Орест: по словам Павсания, спартанцы пригласили его, так как «предпочитали быть под властью внука Тиндарея, чем выносить владычество Никострата и Мегапенфа, рождённых Менелаем от рабыни».
На троне в Амиклах Мегапенф и Никострат были изображены сидящими на одном коне.